# Todirostrum nigriceps
El titirijí cabecinegro (en Venezuela) (Todirostrum nigriceps), también denominado espatulilla cabecinegra (en Costa Rica, Colombia, Panamá y Ecuador) o titirijí de cabeza negra, es una especie de ave paseriforme de la familia Tyrannidae perteneciente al género Todirostrum. Es nativo de América Central y del noroeste de América del Sur.

## Distribución y hábitat
Se distribuye desde el este de Costa Rica, por Panamá, norte y oeste de Colombia, extremo oeste de Venezuela (al este hasta Barinas) y oeste de Ecuador (al sur hasta Guayas). Registrado también en Nicaragua.
Esta inconspicua especie es considerada poco común en su hábitat natural:  el dosel y los bordes de selvas húmedas hasta los 900 m de altitud.

## Sistemática

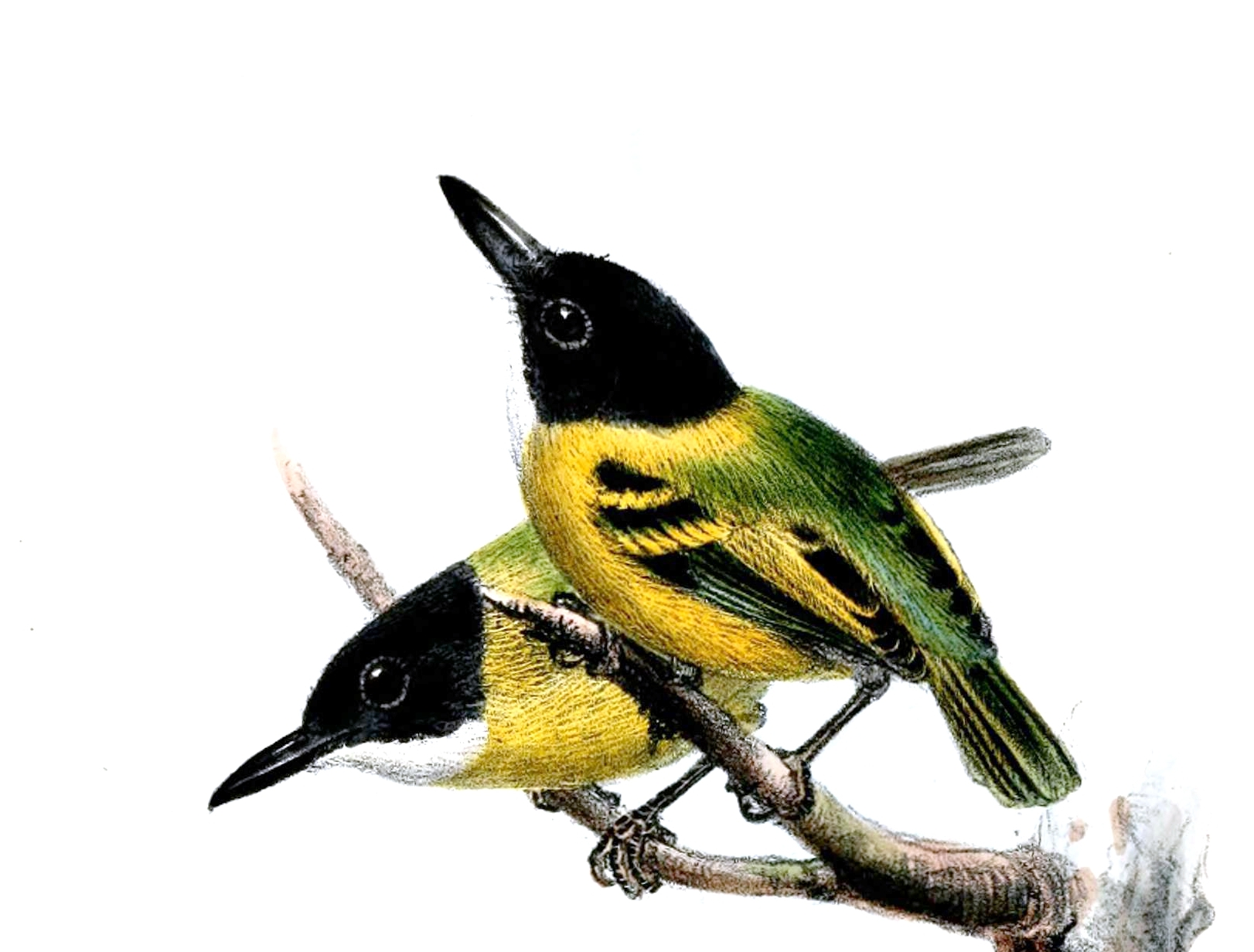
Todirostrum nigriceps, ilustración de Joseph Wolf en Proceedings of the Zoological Society of London, 1855.

### Descripción original
La especie T. nigriceps fue descrita por primera vez por el zoólogo británico Philip Lutley Sclater en 1855 bajo el mismo nombre científico; su localidad tipo es: «Santa Marta, Colombia».

### Etimología
El nombre genérico neutro «Todirostrum» es una combinación del género Todus y de la palabra del latín «rostrum» que significa ‘pico’; y el nombre de la especie «nigriceps» se compone de las palabras del latín «niger»  que significa ‘negro’, y «ceps» que significa ‘de cabeza’.

### Taxonomía
Algunas veces fue tratada como conespecífica con Todirostrum pictum y Todirostrum chrysocrotaphum; pero difiere de la primera en la falta de marcas blancas en la cabeza, ojos oscuros, falta de manchado en los flancos y dorso amarillo y no verde; y de la última en su garganta blanca y no amarilla, falta de la lista superciliar amarilla, y dorso amarillo y no gris oliva. Es monotípica.